# Liara tamdaoensis
Liara tamdaoensis är en insektsart som beskrevs av Andrej Vasiljevitj Gorochov 1994. Liara tamdaoensis ingår i släktet Liara och familjen vårtbitare. Inga underarter finns listade i Catalogue of Life.